# Joe Porcaro
Joe Porcaro (Hartford (Connecticut), 29 april 1930 - 6 juli 2020) was een Amerikaanse jazzmuzikant (drums, percussie) en drumleraar.

## Biografie
Hij had live en in de studio gewerkt met muzikanten als Stan Getz, Gerry Mulligan, Freddie Hubbard, Don Ellis, Frank Sinatra, Natalie Cole, The Monkees, Gladys Knight en Madonna. 
Zijn zoons Jeff, Mike en Steve zijn resp. waren ook succesvolle muzikanten en werden vooral bekend door de band Toto.
Ook op gevorderde leeftijd was hij verder muzikaal actief. Ook komt hij voor op de docentenlijst van de Los Angeles Music Academy. Ook in Duitsland had hij in de laatste jaren af en toe gespeeld op drum-evenementen en onderwezen (zogeheten masterclasses).

## Overlijden
Joe Porcaro overleed in juli 2020 op 90-jarige leeftijd. Hij overleefde zijn zoons Jeff (†1992) en Mike (†2015).

## Discografie
- 1967: Nancy Sinatra: Sugar
- 1975: Johnny Cash: John R. Cash
- 1975: Bonnie Raitt: Home Plate
- 1979: Pink Floyd: The Wall
- 1979: Janne Schaffer: Earmeal - samen met zijn drie zoons
- 1982: Tom Waits: One from the Heart - soundtrack voor film
- 1981, 1982, 1988, 1992: Toto: Turn Back, Toto IV, The Seventh One, Kingdom of Desire
- 1987: David Benoit: Freedom At Midnight
- 1991: Barry Manilow: Showstoppers
- 1993: Frank Sinatra: Duets
- 1997: David Garfield and Friends: Tribute to Jeff
- 2002: James Newton Howard: Signs - soundtrack voor film
- 2005: Diana Krall: Christmas Songs
- 2006: Gladys Knight: Before me

- Bibliothèque nationale de France: cb14065964w (data)
- Gemeinsame Normdatei: 134585674
- International Standard Name Identifier: 0000 0000 5516 824X
- Library of Congress Control Number: n82033359
- MusicBrainz: 5dae98b8-f73d-4b7e-ab61-383a783f7641
- Nederlandse Thesaurus van Auteursnamen: 334568129
- SNAC: w6dk9qk4
- Virtual International Authority File: 27271966
- WorldCat: E39PBJqKggWtV8FFDt8Ybb9v73